# Monterrey Challenger
Il Monterrey Challenger è un torneo professionistico di tennis giocato su campi in cemento del Club Sonoma di Monterrey in Messico. Fa parte dell'ATP Challenger Tour e si gioca annualmente dal 2015. Per la sua prima edizione, al torneo è stato riconosciuto il premio ATP per il Challenger dell'anno.

## Albo d'oro

### Singolare
| Anno | Campione            | Finalista              | Punteggio        |
| ---- | ------------------- | ---------------------- | ---------------- |
| 2023 | Nuno Borges         | Borna Gojo             | 6–4, 7–6(6)      |
| 2022 | Fernando Verdasco   | Prajnesh Gunneswaran   | 4–6, 6–3, 7–6(3) |
| 2021 | Non disputato       | Non disputato          | Non disputato    |
| 2020 | Adrian Mannarino    | Aleksandar Vukic       | 6–1, 6–3         |
| 2019 | Aleksandr Bublik    | Emilio Gómez           | 6–3, 6–2         |
| 2018 | David Ferrer        | Ivo Karlović           | 6–3, 6–4         |
| 2017 | Maximilian Marterer | Bradley Klahn          | 7–6(3), 7–6(6)   |
| 2016 | Ernesto Escobedo    | Denis Kudla            | 6–4, 6–4         |
| 2015 | Thiemo de Bakker    | Víctor Estrella Burgos | 7–6(1), 4–6, 6–3 |

### Doppio
| Anno | Campioni                              | Finalisti                                 | Punteggio           |
| ---- | ------------------------------------- | ----------------------------------------- | ------------------- |
| 2023 | André Göransson Ben McLachlan         | Luis David Martínez Cristian Rodríguez    | 6–3, 6–4            |
| 2022 | Hans Hach Verdugo Austin Krajicek     | Robert Galloway John-Patrick Smith        | 6–0, 6–3            |
| 2021 | Non disputato                         | Non disputato                             | Non disputato       |
| 2020 | Karol Drzewiecki Gonçalo Oliveira     | Orlando Luz Rafael Matos                  | 6(5)–7, 6–4, [11–9] |
| 2019 | Evan King (3) Nathan Pasha            | Santiago González Aisam-ul-Haq Qureshi    | 7–5, 6–2            |
| 2018 | Marcelo Arévalo Jeevan Nedunchezhiyan | Leander Paes Miguel Ángel Reyes Varela    | 6–1, 6–4            |
| 2017 | Christopher Eubanks Evan King (2)     | Marcelo Arévalo Miguel Ángel Reyes Varela | 7–6(4), 6–3         |
| 2016 | Evan King (1) Denis Kudla             | Jarryd Chaplin Ben McLachlan              | 7–5, 6–2            |
| 2015 | Thiemo de Bakker Mark Vervoort        | Paolo Lorenzi Fernando Romboli            | Walkover            |